# Élise ou la Vraie Vie (film)
Pour le roman de Claire Etcherelli, voir Élise ou la Vraie Vie.
Pour plus de détails, voir Fiche technique et Distribution.
Élise ou la Vraie Vie est un drame socio-sentimental français réalisé en 1970 par Michel Drach. Ce film est inspiré du roman homonyme de Claire Etcherelli.

## Synopsis
Élise s'ennuie à Bordeaux. Elle a l'impression de ne pas vivre la vraie vie. Elle monte à Paris rejoindre son frère Lucien. Il est ouvrier et sympathisant du FLN. Bientôt, Élise est poussée par la nécessité à travailler en usine. Elle y rencontre et se lie avec Arezki, un militant algérien. Leur liaison amoureuse est rendue difficile par le racisme environnant et, de surcroît, dangereuse en raison d'une étroite surveillance policière. Lucien meurt. Quand Arezki est arrêté, Élise retourne à Bordeaux.

## Fiche technique
- Réalisation : Michel Drach
- Scénario : Michel Drach, Claude Lanzmann et Claire Etcherelli, d'après son roman éponyme
- Dialogues : Claude Lanzmann
- Assistant réalisateur : Alain Corneau
- Direction de la photographie : Claude Zidi
- Montage : Carlos de Los Llanos
- Pays de production :  France -  Algérie
- Sociétés de production : O.N.C.I.C. et Port Royal Films
- Format : couleur par Eastmancolor — 35 mm — monophonique
- Genre : Drame
- Durée : 104 minutes
- Dates de sortie : 
  - France : mai 1970 (présentation au Festival de Cannes)
  - France :  25 novembre 1970 en salles

## Distribution
- Marie-José Nat : Élise Le Tellier, une jeune Bordelaise qui rejoint son frère à Paris et y devient ouvrière à la chaîne
- Mohamed Chouikh : Arezki, un ouvrier algérien, l'un des chefs clandestins du FLN, avec qui elle vit un grand amour
- Bernadette Lafont : Anna, la maîtresse de Lucien
- Jean-Pierre Bisson : Lucien le Tellier, un ouvrier contestataire, le frère d'Élise
- Catherine Allégret : Didi, une ouvrière raciste
- Alice Reichen : La grand-mère d'Élise et de Lucien, qui les a élevés tous les deux
- Mustapha Chadly : Mustapha
- Martine Chevallier : Marie-Louise, la belle-sœur
- Pierre Maguelon : Le Chef d'équipe
- Jean-Louis Comolli : Henri
- Jean-Pierre Darras : le commissaire
- Yves Barsacq : un policier
- André Badin : le bourgeois du métro
- Georges Claisse : Gilles, le contremaître
- Henri Coutet : un ouvrier
- Andrée Champeaux : l'infirmière
- Jean-Paul Tribout

## Critiques
« On comprend pourquoi le film de Michel Drach fit scandale à sa sortie, il y a quarante ans, alors que la guerre d'Algérie restait un sujet tabou en France. Le courage de son engagement, sa mise en scène simple et directe ont encore aujourd'hui la force d'un uppercut. En plein conflit algérien, Elise quitte Bordeaux pour rejoindre son frère, monté à Paris travailler en usine par solidarité avec la classe ouvrière. Embauchée à son tour, elle découvre la dureté du travail à la chaîne. Autour d'elle, uniquement des ouvriers immigrés dont une majorité d'Algériens, méprisés par des contremaîtres racistes et harcelés par la police dès qu'ils sortent de l'usine. Elise tombe amoureuse de l'un d'entre eux, Arezki, militant du FLN... Michel Drach a pris à bras-le-corps le roman de Claire Etcherelli, prix Femina en 1967, en reconstituant parfaitement le contexte violent de l'époque. Ratonnades, rafles, perquisitions humiliantes (comme dans la scène si forte où la police force Arezki à se déshabiller devant Elise), autant d'exactions de sinistre mémoire que Drach condamne d'autant mieux à travers le regard de plus en plus horrifié de la jeune femme. Le racisme est partout, au comptoir des bistrots comme à l'usine, et les mots « bicots » et « ratons » forment un bruit de fond aussi détestable que le bruit des machines de montage. En madone ouvrière confrontée à l'inadmissible, Marie-José Nat est bouleversante. Ce drame d'amour politique fait encore mal aujourd'hui. »

- Guillemette Odicino, Télérama, 1er mai 2010

## L'expérience de Michel Drach et de Marie-José Nat
À l'interrogation de Luce Sand (Jeune Cinéma, avril 1970), lui demandant si les époux n'avaient pas découvert certaines réalités en tournant ce film, Michel Drach répondit alors ceci : « Nous avons été choqués par ce film en le faisant. [...] Et comme nous avons tourné en décors naturels, dans des lieux que nous n'avons pas arrangés, nous avons vu des choses qui font que nous ne sommes plus après ce film comme nous étions auparavant. Par exemple, pour pouvoir tourner dans la chambre d'Areski, pour pouvoir entrer dans la pièce, nous avons seulement enlevé 5 châlits. Sinon, c'est un taudis comme sont tous ceux d'Ivry et de la banlieue parisienne, pour lequel les gens paient 12 000 anciens francs par mois. Il y a juste une ampoule au plafond, on se succède dans les lits, il y a ceux qui y dorment la nuit et ceux qui y couchent le jour. Tout le monde se lave dehors. Ce n'est pas des choses que nous ignorions, mais quand on les vit, [...] et que l'on côtoie ces gens, et qu'ils vous reçoivent avec tant de pudeur et de gentillesse, bien qu'ils ne soient pas du tout contents de leur sort, c'est évidemment assez troublant. »